# Anthomyia procellaris
Anthomyia procellaris är en tvåvingeart som beskrevs av Camillo Rondani 1866. Anthomyia procellaris ingår i släktet Anthomyia och familjen blomsterflugor. Arten är reproducerande i Sverige. Inga underarter finns listade i Catalogue of Life.